# Independencia, Coahuila
Independencia är en ort i Mexiko.   Den ligger i kommunen General Cepeda och delstaten Coahuila, i den centrala delen av landet, 700 km norr om huvudstaden Mexico City. Independencia ligger 1 316 meter över havet och antalet invånare är 189.
Terrängen runt Independencia är platt söderut, men norrut är den kuperad. Runt Independencia är det mycket glesbefolkat, med 3 invånare per kvadratkilometer. Närmaste större samhälle är General Cepeda, 10,0 km söder om Independencia. Omgivningarna runt Independencia är i huvudsak ett öppet busklandskap.